# Britomaro
Según la tradición romana, Britomaro fue un líder guerrero de una tribu gala conocida como los senones que derrotó al ejército romano dirigido por Lucio Cecilio Metelo Denter en 284 a. C., en la batalla de Arretium.
Supuestamente habría sido derrotado al año siguiente por un nuevo ejército romano, dirigido en este caso por Publio Cornelio Dolabela, cónsul del año 283 a. C. En esa batalla Britomaro habría sido hecho prisionero, y habría sido ejecutado según la costumbre romana a la finalización del triunfo otorgado al Cornelio Dolabela.